# 韩增 (中将)
韩增（1929年—），河北藁城人，中国人民解放军将领、中国人民解放军海军中将。
1988年，授予中国人民解放军海军中将，曾任海军东海舰队纪委书记。